# Harton (North Yorkshire)
Harton – osada i civil parish w Anglii, w hrabstwie North Yorkshire, w dystrykcie (unitary authority) North Yorkshire. Leży 114 km na północ od miasta York i 394 km na północ od Londynu. W 2001 roku civil parish liczyła 63 mieszkańców. Harton jest wspomniana w Domesday Book (1086) jako Heretun/Heretune.